# Tiburones de Puerto Peñasco
Los Tiburones de Puerto Peñasco Es un equipo de béisbol que participa en la Liga Norte de México y que previamente participó en la Liga Norte de Sonora, que tiene como sede la ciudad de Puerto Peñasco, Sonora, México.
Los Tiburones de Puerto Peñasco regresaron a la Liga Norte de México en 2015. y tras un breve y nuevo receso, se oficializó su regreso par la temporada 2022, sin embargo en marzo anunciaron su retiro de la liga.
Ha logrado 4 Campeonatos: en 1974, en 1978 contra Algodoneros de San Luis, en 1979 contra Membrilleros de Magdalena y en 2013 ante Rojos de Caborca; todos en la Liga Norte de Sonora. Además de un subcampeonato en 1975 contra Rojos de Caborca.

### Roster actual
Por definir.

### Jugadores destacados
A lo largo de su historia, varios jugadores de renombre han vestido el uniforme de los Tiburones, entre los que podemos destacar:
- Nelson Barrera
- Fernando Valenzuela
- Ángel Veneroso Moreno
- Walter Ibarra
- Christian Presichi
- Sergio Mitre